# The Europeans (film)
The Europeans is een Britse dramafilm uit 1979 onder regie van James Ivory. Het scenario is gebaseerd op de gelijknamige roman uit 1878 van de Amerikaanse auteur Henry James.

## Verhaal
Twee berooide Europeanen brengen een bezoek aan hun Amerikaanse verwanten. Ze hopen een rijk huwelijk af te sluiten in de Verenigde Staten. De ontmoeting tussen de mondaine Europeanen en de puriteinse Amerikanen gaat niet van een leien dakje. Eugenia Young koketteert met een rijke vrijgezel om de dagelijkse sleur te ontvluchten, terwijl haar broer Felix verliefd wordt op zijn nicht.

## Rolverdeling
| Acteur           | Personage          |
| ---------------- | ------------------ |
| Lee Remick       | Eugenia Young      |
| Robin Ellis      | Robert Acton       |
| Wesley Addy      | Mijnheer Wentworth |
| Tim Choate       | Clifford           |
| Lisa Eichhorn    | Gertrude           |
| Kristin Griffith | Lizzie Acton       |
| Nancy New        | Charlotte          |
| Norman Snow      | Mijnheer Brand     |
| Helen Stenborg   | Mevrouw Acton      |
| Tim Woodward     | Felix Young        |
| Gedda Petry      | Augustine          |